# Liste der Kellergassen in Markersdorf-Haindorf
Die Liste der Kellergassen in Markersdorf-Haindorf führt die Kellergassen in der niederösterreichischen Gemeinde Markersdorf-Haindorf an.
| Foto |                 | Kellergasse | Standort                  | Beschreibung                                                                   |
| ---- | --------------- | ----------- | ------------------------- | ------------------------------------------------------------------------------ |
| ja   | Datei hochladen |             | KG: Haindorf Standort     | In einem Graben an der nordöstlichen Ortsausfahrt befinden sich einige Keller. |
| ja   | Datei hochladen |             | KG: Knetzersdorf Standort | In der Ebene am nördlichen Ortsrand befindet sich eine kurze Kellerreihe.      |

| Foto:                    | Fotografie der Kellergasse (Gesamtheit). Klicken des Fotos erzeugt eine vergrößerte Ansicht. Daneben finden sich zwei Symbole: \| Weitere Bilder vorhanden \| Das Symbol bedeutet, dass weitere Fotos des Objekts verfügbar sind. Durch Klicken des Symbols werden sie angezeigt. \| \| Eigenes Foto hochladen \| Durch Klicken des Symbols können weitere Fotos des Objekts in das Medienarchiv Wikimedia Commons hochgeladen werden. \| |
| Name:                    | Bezeichnung der Kellergasse |
| Standort:                | Es ist die Katastralgemeinde (KG) angegeben. Durch Aufruf des Links Standort wird die Lage der Kellergasse in verschiedenen Kartenprojekten angezeigt. |
| Beschreibung             | Kurze Beschreibung der Kellergasse |
| Weitere Bilder vorhanden | Das Symbol bedeutet, dass weitere Fotos des Objekts verfügbar sind. Durch Klicken des Symbols werden sie angezeigt. |
| Eigenes Foto hochladen   | Durch Klicken des Symbols können weitere Fotos des Objekts in das Medienarchiv Wikimedia Commons hochgeladen werden. |